# Печать Аляски
Печать Аляски —  удостоверяющая государственная печать штата Аляска (США). 

## История
Была принята ранее предоставления Аляске статуса штата, как части США, когда земля именовалась как Округ Аляска. Первый губернатор разработал печать, на которой изображены ледники, северное сияние, иглу и эскимосская подлёдная ловля. В 1910 году она была заменена на современную.

## Описание
На нынешней печати изображены солнечные лучи над горами, которые представляют знаменитые Аляскинские северные сияния. Плавильная печь символизирует горную промышленность; поезд — аляскинские железные дороги, суда — морские перевозки. Деревья, изображаемые на печати, указывают на богатство Аляски лесами; фермера, лошади и три скирды пшеницы — на аляскинское сельское хозяйство. Рыба и тюлень — это символ значимости рыболовства, птичьи базары — экономики Аляски.